# 季季奇
50°45′3″N 25°48′12″E / 50.75083°N 25.80333°E
季季奇（烏克蘭語：Дідичі），是烏克蘭的村落，位於該國西部沃倫州，由盧茨克區負責管轄，始建於1577年，面積2.6平方公里，海拔高度197米，2001年人口1,072，人口密度每平方公里412.78人。